# Григорович Сергій Костянтинович
Сергій Костянтинович Григорович (нар. 18 квітня 1978, Київ) — український підприємець, розробник комп'ютерних ігор і волонтер. 1995 року у віці 16 років заснував компанію GSC Game World, яка згодом випустила серії ігор Козаки та S.T.A.L.K.E.R. У 2010 році був на 150-му місці в рейтингу найбагатших Українців за версією журналу «Фокус». Брав участь у Raihert Racing в ролі мотогонщика.

## Життєпис

### Ранні роки
Народився в Києві на Оболоні в 1978 році. Його батько за професією радіотехнік, мати — журналістка. Також в нього є брат Євген, який теж працював в GSC, зокрема самостійно керував проєктом Козаки II.
У п'ятому класі поїхав завдяки програмі шкільного обміну до Франції:
У Франції я побачив, що на відміну від нашого чорно-білого Києва моделі 80-х, буває гарне життя з МакДональдзами, Єлисейськими полями, Пежо. Вирішив стати багатим. Але саме в Україні.
Звідти він привіз гру, яку потім в 12-річному віці здавав в «оренду» своїм однокласникам, таким чином заробляв свої перші гроші. Рятуючи заощадження, його батько купив комп'ютер. З шостого класу почав торгувати на ринку комп'ютерними іграми та різними радіоелектронними товарами.

### Кар'єра і доросле життя
У віці 16 років створив компанію GSC Game World, назва компанії походить від латинізованих ініціалів Григоровича Сергія Констянтиновича. Цікаво, що логотип цієї компанії він створив вже в 12 років. У перші роки компанія займалась перекладом на російську мову комп'ютерних ігор та створенням мультимедійних енциклопедій. Працювали передусім на російський ринок:
Перекладали ігри на російську мову, готували енциклопедії з історії, фізики, математики. У мене були прибутки як зараз — призадумався — на нафті. Мені було 16, роботи дофіга, а гроші сипались і сипались.
В 1995 році Сергій вступив у Київський політехнічний інститут на Радіотехнічний Факультет. Через надмірну зайнятість бізнесовими справами він не зміг здати вже першої зимової сесії. Сергій почав шукати програмістів для своєї компанії, паралельно шукаючи фінансування та залучаючи кошти з перекладів ігор чужих видавців.
В 1996 році заплативши 1000$ Григорович оплатив вступ в Міжнародний науково-технічний університет на спеціальність «Економіка», що закінчилась вдало, проте після першого семестру він покидає навчання. Під час навчання познайомився зі своєї майбутньою дружиною — Вікторією Клугман. 
Після економічної кризи в Росії 1998 ринок різко скоротився, що примусило Григоровича шукати інші ніші для бізнесу. Оскільки він був шанувальником жанру стратегій в реальному часі, то вирішив створити свою гру після того, як усвідомив технічні недоліки ігор, які існували на той час. Так в 2001 вийшла Козаки: Європейські війни, яка стала великим успіхом GSC Game World. За рік до виходу фільму Олівера Стоуна «Александр» він викупив за 500 тис. євро право на виробництво гри і випустив її в день випуску фільму, що дало йому дуже велику рентабельність попри негативні відгуки про сам фільм.
Важливим для бізнесу Григоровича було випускати продукти, пов'язані з історією України, адже це надає, як унікальність і привабливість гри на Заході, так і певність, що гра отримає як мінімум аудиторію СНД. Тому після успіху «Козаків» Григорович запропонував команді зробити гру про Чорнобиль. Через 6 років розробки під керівництвом гейм-дизайнера Андрія Прохорова вона вийшла під назвою S.T.A.L.K.E.R.: Тінь Чорнобиля, отримавши невдовзі культовий статус. Сам Григорович не брав активної участі в розробці. Незадовго до виходу гри команда пішла з GSC і утворила свою студію 4A Games. Після випуску двох доповнень до серії S.T.A.L.K.E.R. почалась розробка другої частини, але в грудні 2011 Григорович оголосив про закриття студії і розробки другої частини. 2014 року він відновив роботу студії, а в 2016 вийшла гра Козаки 3. Проте 15 травня 2018 Сергій Григорович анонсував розробку S.T.A.L.K.E.R. 2 чим змусив радіти фанатів гри і невдовзі був створений сайт і анонсовано про те, що друга частина працюватиме на ігровому рушії Unreal Engine 4, а 23 липня 2020 на виставці Xbox був продемонстрований перший трейлер гри, і трохи пізніше 31 грудня вийшов другий трейлер.
26 березня 2021 на IDXbox вийшли щоденники розробки. В кінці відео було анонсовано те, що протягом 2021 року буде показаний ґеймплейний трейлер.
13 червня 2021 на офіційному YouTube каналі Xbox вийшов трейлер з ґеймплеєм до S.T.A.L.K.E.R. 2: Heart of Chernobyl, а 24 серпня 2023 на каналі GameSpot вийшов офіційний трейлер вже з оновленою назвою S.T.A.L.K.E.R 2: Heart of Chornobyl, який було показано на Gamescom 2023. Реліз S.T.A.L.K.E.R 2: Heart of Chornobyl відбувся 20 листопада 2024 року.

### Після повномасштабного вторгнення
Після лютого 2022 року Сергій Григорович активно бере участь у допомозі ЗСУ. Він безпосередньо донатить через волонтерські фонди. Так через фонд Lesia UA foundation було надано допомоги на понад 20 млн. доларів, в рамках цієї допомоги було куплено понад 4000 fpv дронів, 400 автомобілів, сотні зарядних странцій.
4 листопада 2024 Сергій Григорович оголосив, що готовий подарувати свій легендарний Rolls-Royce (~ 300 000$) тому, хто втопить фрегат морського флоту Росії «Адмірал Григорович».

## Відзнаки
- У 2008 Сергій Григорович отримав премію в номінації «Досягнення всього життя» в загальнонаціональній церемонії «Гордість країни-2008».[13]
- Сергій Григорович — переможець національного етапу конкурсу «Підприємець року 2010» та переможець у номінації «Новаторські ідеї бізнесу» цього конкурсу.
- Також у 2010 році увійшов в рейтинг 200 найбагатших Українців за версією журналу «Фокус» (150-те місце)[1].
- У червні 2011 року він представив Україну на міжнародному фіналі конкурсу «Підприємець року» в Монте-Карло (Монако)[14].

## Благодійність
Головний меценат фонду «Lesia UA».
Через фонд Lesia UA foundation спонсує центр творчості для дітей «ПЯТЕРНЯ» в Луцьку.
Через фонд «Lesia UA» передав допомоги на понад $20 млн. для українських військових та цивільних.

## Сім'я
Розлучений з першою дружиною у 2006 році.
Офіційна дружина Леся Григорович.
У 2024 народилися двоє дітей двійнят Григорович Гордій Сергійович, та Григорович Марта Сергіївна.
Євген Григорович — брат, Генеральний директор GSC Game World.
Має 6 дітей, 4 хлопчика і 2 дівчинки.

## Хоббі
Сергій полюбляє брати участь у мотокросі. Був чемпіоном Німеччини в гонках на витривалість.
Підтримує український Cossacks Pitbike Cup — чемпіонат України по пітбайках та супермото.